# Luce di Dalén

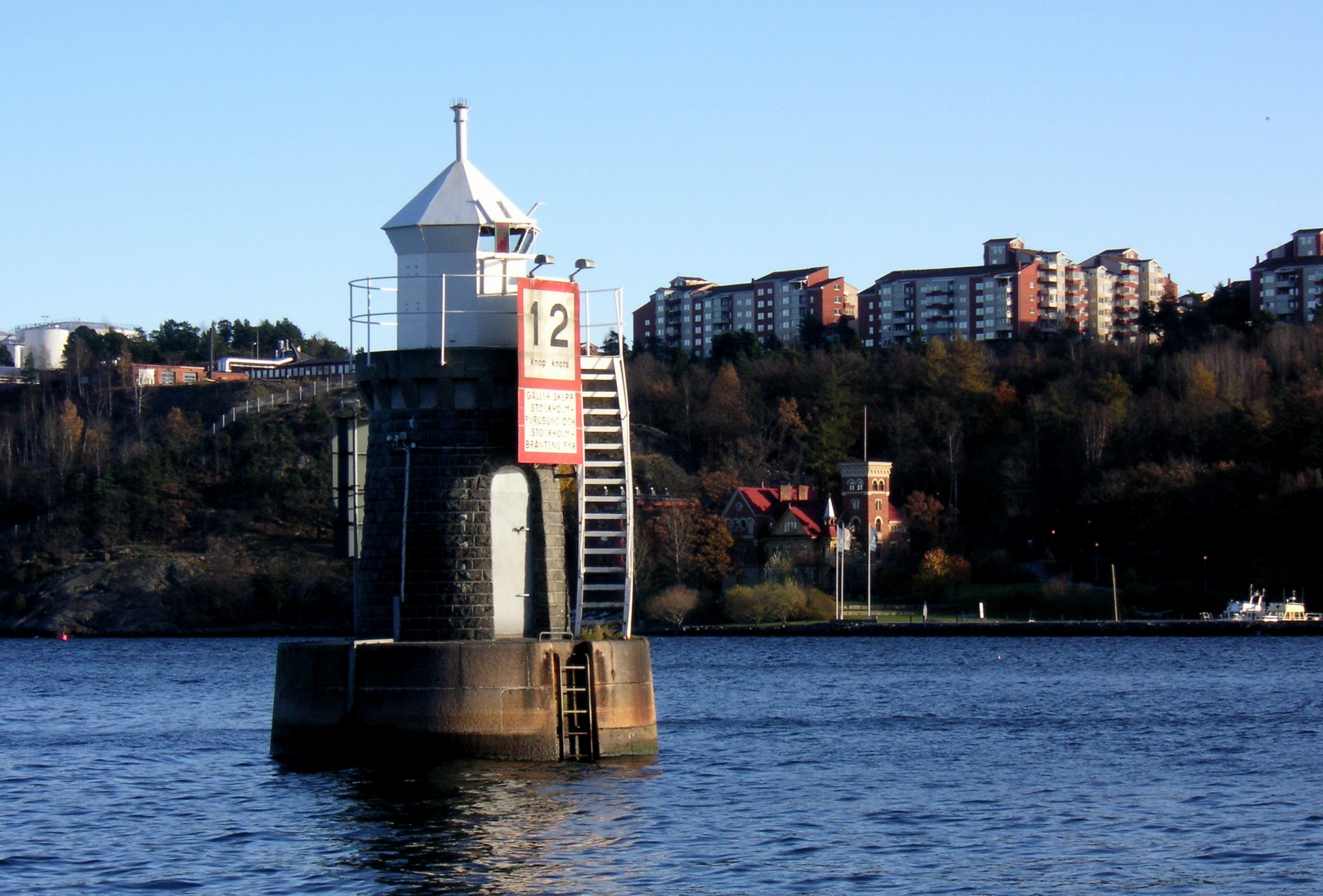
Luce AGA a Djurgården, Stoccolma

La luce di Dalén è luce prodotta dalla combustione di gas di carburo (acetilene), combinata con un sensore solare che attiva automaticamente la luce solo durante l'oscurità.

## Storia
Questa tecnologia fu la forma predominante di sorgente luminosa nei fari dai primi anni del '900 fino agli anni '60, quando l'illuminazione elettrica divenne dominante. Il sistema è stato inventato da Gustaf Dalén e commercializzato dalla sua società AGA. Più tardi (nel 1922) Dalén inventò la cucina AGA. La luce di Dalén è notevole a causa della sua valvola controllata dal sole (conosciuta anche come valvola solare), che fece vincere al suo inventore il premio Nobel per la fisica. La lampada a carburo fu sviluppata nei primi anni del '900. Mentre le lampade a carburo si sono dimostrate utili in molte applicazioni, il problema di conservare in modo sicuro l'acetilene comportò la necessità di rifornimenti regolari che ne limitarono l'uso in applicazioni come i fari.